# Wachtliella caricis
Wachtliella caricis är en tvåvingeart som först beskrevs av Friedrich Hermann Loew 1850.  Wachtliella caricis ingår i släktet Wachtliella och familjen gallmyggor. Inga underarter finns listade i Catalogue of Life.